# اتیکا کورو
آتیکا کورو (فرانسوی: Etchika Choureau‎؛ زادهٔ ۱۹ نوامبر ۱۹۲۹ – درگذشتهٔ  ۲۵ ژانویهٔ ۲۰۲۲) هنرپیشه اهل فرانسه بود.
از فیلم‌ها یا برنامه‌های تلویزیونی که وی در آنها نقش داشت می‌توان به اسکادرال لافایت اشاره کرد.